# Nekrolog 1420
Nekrolog
◄◄
| ◄
| 1416
| 1417
| 1418
| 1419
| 1420 | 1421 | 1422 | 1423 | 1424 | ► | ►►
Weitere Ereignisse | Allgemeiner Nekrolog 1420
Die Beschreibung der verstorbenen Person sollte so kurz wie möglich gehalten sein und nur deren signifikante Tätigkeit(en) enthalten.
Neue Namen ggf. auch unter dem Geburts- und Sterbedatum, also etwa unter 1. Januar und im Geburts- und Sterbejahr (2024) eintragen (nur bei entsprechender großer Wichtigkeit). Für Beispiele siehe die schon vorhandenen Artikel.
Außerdem über die fünf zuletzt Verstorbenen, zu denen es einen ausreichend guten Artikel für eine Präsentation auf der Hauptseite gibt, nach der todesbedingten Überarbeitung der Artikel ggf. auch unter Wikipedia Diskussion:Hauptseite informieren und sie am besten auch in den anderen Wikipedia-Sprachversionen eintragen. Tipp: Regelmäßig bei news.google.de nach „ist tot“, „gestorben“ oder „verstorben“ suchen.
Wenn eine Person gestorben ist, gibt es viele Seiten zu dieser Person in der Wikipedia, die davon auch betroffen sind und entsprechend aktualisiert werden müssen. Beispiele: Namenübersichtsseite, Geburtsjahr, Geburtsort-Seiten und viele mehr.
Wie finde ich die betroffenen Seiten?
Im Suchfeld auf der linken Seite gibt man den Suchbegriff so ein: „Vorname Nachname“. Dann klickt man auf Volltext und alle Seiten mit entsprechendem Suchtext werden aufgerufen. Hier sieht man dann schnell, wo auch das Todesjahr Sinn macht oder sogar ein Teil des Artikels angepasst werden muss. Auch hilft das „Werkzeug“ auf der linken Seite sehr gut, um solche Seiten aufzufinden: „Links auf diese Seite“. Somit ist die Wikipedia wieder aktuell in allen Bereichen! Hinweis: bei Eintragung der Kategorie „Gestorben JAHR“ wird der Missbrauchsfilter 49 ausgelöst, was jedoch nicht schlimm ist. Siehe: Spezial:Missbrauchsfilter/49
Dies ist eine Liste von im Jahr 1420 verstorbenen bekannten Persönlichkeiten. Die Einträge erfolgen innerhalb der einzelnen Daten alphabetisch sortiert. Tiere sind im Nekrolog für Tiere zu finden.

## Januar
| Tag       | Name               | Beruf, bekannt als | Alter | Beleg |
| --------- | ------------------ | ------------------ | ----- | ----- |
| 1. Januar | Johannes Hundebeke | Bischof von Lübeck |       |       |

## März
| Tag      | Name                | Beruf, bekannt als     | Alter | Beleg |
| -------- | ------------------- | ---------------------- | ----- | ----- |
| 11. März | Heinrich II.        | Herzog von Münsterberg |       |       |
| 27. März | Johann von Borsnitz | Bischof von Lebus      |       |       |

## Mai
| Tag     | Name                              | Beruf, bekannt als | Alter | Beleg |
| ------- | --------------------------------- | ------------------ | ----- | ----- |
| 28. Mai | William Bourchier, 1. Count of Eu | englischer Ritter  |       |       |

## Juni
| Tag      | Name                | Beruf, bekannt als                                       | Alter | Beleg |
| -------- | ------------------- | -------------------------------------------------------- | ----- | ----- |
| 11. Juni | Johann III.         | Burggraf von Nürnberg, Markgraf von Brandenburg-Kulmbach |       |       |
| 12. Juni | Adolf               | Graf von Nassau-Dillenburg                               |       |       |
| 28. Juni | Herman von Vechelde | deutscher Bürgermeister und Händler                      |       |       |

## Juli
| Tag      | Name                | Beruf, bekannt als                                         | Alter | Beleg |
| -------- | ------------------- | ---------------------------------------------------------- | ----- | ----- |
| 16. Juli | Degener Buggenhagen | deutscher Adliger und Erblandmarschall von Pommern-Wolgast |       |       |

## August
| Tag        | Name                   | Beruf, bekannt als                         | Alter | Beleg |
| ---------- | ---------------------- | ------------------------------------------ | ----- | ----- |
| 9. August  | Pierre d’Ailly         | französischer Theologe und Kardinal        |       |       |
| 27. August | Bechtram V. von Vilbel | Ritter aus dem Geschlecht derer von Vilbel |       |       |

## September
| Tag           | Name                              | Beruf, bekannt als                        | Alter | Beleg |
| ------------- | --------------------------------- | ----------------------------------------- | ----- | ----- |
| 2. September  | Jean de Griffenberg               | deutscher Kartäuser                       |       |       |
| 3. September  | Moritz II.                        | Graf von Oldenburg                        |       |       |
| 3. September  | Robert Stewart, 1. Duke of Albany | Sohn von Robert II., König von Schottland |       |       |
| 25. September | Gérard de Montaigu der Jüngere    | Bischof von Poitiers und Paris            |       |       |

## November
| Tag          | Name               | Beruf, bekannt als                                            | Alter | Beleg |
| ------------ | ------------------ | ------------------------------------------------------------- | ----- | ----- |
| 1. November  | Heinrich von Lazan | Landeshauptmann von Breslau und königlich böhmischer Kämmerer |       |       |
| 25. November | Elisabeth Achler   | deutsche katholische Ordensschwester                          | 34    |       |

## Dezember
| Tag          | Name                          | Beruf, bekannt als                                          | Alter | Beleg |
| ------------ | ----------------------------- | ----------------------------------------------------------- | ----- | ----- |
| 18. Dezember | Scheich Bedreddin             | islamischer Theologe und Philosoph                          | 62    |       |
| 24. Dezember | Mikuláš z Husi a Pístného     | böhmischer Landadeliger, Hussitenpolitiker und Heeresführer |       |       |
| 27. Dezember | Jakob Twinger von Königshofen | deutscher Geschichtsschreiber                               |       |       |

## Datum unbekannt
| Tag | Name                               | Beruf, bekannt als                            | Alter | Beleg |
| --- | ---------------------------------- | --------------------------------------------- | ----- | ----- |
|     | Salomo Alami                       | spanischer jüdischer Moralist                 |       |       |
|     | Anna                               | hessische Adlige                              |       |       |
|     | Elisabeth von Pilitza              | Königin von Polen und Großfürstin von Litauen |       |       |
|     | Nikolaus Hilghemann                | Bürgermeister von Greifswald                  |       |       |
|     | Imagawa Sadayo                     | japanischer Kriegsadeliger und Schriftsteller |       |       |
|     | Mikuláš z Kadaně                   | tschechischer Uhrmacher und Mechanikus        |       |       |
|     | Kersten Miles                      | Bürgermeister von Hamburg (1378–1420)         |       |       |
|     | Qara Yusuf                         | Herrscher der Qara Qoyunlu                    |       |       |
|     | Rudolf II. von Werdenberg-Rheineck | Graf von Werdenberg-Heiligenberg              |       |       |
|     | Lubbe Sibets                       | ostfriesischer Häuptling                      |       |       |